# 軽量戦闘機計画
軽量戦闘機計画（けいりょうせんとうきけいかく、英: Lightweight Fighter program, LWF）は、アメリカ合衆国の軽量戦闘機の開発計画。

## 概要
ジェネラル・ダイナミクスの開発したYF-16とノースロップの開発したYF-17と共に競争試作が行われ、F-16が正式採用された。YF-17の開発成果は後にマクドネル・ダグラスによってF/A-18の開発で役立てられた。

## 経緯
契機は、1970年頃、アメリカ空軍で自らが開発に関わったF-X(後のF-15 イーグル）に対して不満を持っていたジョン・ボイドが秘密裏に進めた研究に端を発する。その不満は主に下記の2点であった。
- 視程外射程（BVR）での交戦を重視した結果としてアビオニクスが高度化し、機体価格の高騰から取得性が低下している点。
- さまざまな性能要求によりFXの機体が当初の見積もりよりも大きくなってしまったことなどエネルギー機動性理論(E-M理論)の適用が不徹底であるため、当時推定されていた仮想敵機に対して性能的に劣る危険がある点。

当時、国防総省や空軍には、ボイド以外にも同様の危惧を抱くものが現れており、その一人が、システム分析担当国防次官補室に勤めるピア・スプレイであった。スプレイは、重量15〜16トン級と、現行のFXより一回り小さく、かつE-M理論を徹底的に適用した戦闘機として、F-XXと呼ばれる研究に着手した。F-XXははるかに安上がりなので、質のみらず量においてもソビエト空軍/防空軍の戦闘機部隊を凌駕するという目的で構想された。まもなく、3人目の同志として、空軍省勤務の戦闘機操縦士兼航空工学技術者であるE・リッチオニ大佐が加わり、これら3名は戦闘機マフィアとして知られる一派のオピニオン・リーダーとなった。ボイドをはじめとする戦闘機マフィアに対する政治的逆風は極めて強く、例えば戦闘機マフィアの頭目を自任していたリッチオニ大佐は、後にジョン・マイヤー空軍参謀次長に対してF-XXの有用性を説いたために、1970年には在韓米軍に左遷される憂き目にあっている。
ボイドは海軍のF-14は明らかに重く高価すぎることから、必ずこれを代替ないし補完する機体が必要になると予測したうえで、その種の機体に関する研究で海軍に先んじなければ、空軍は、海軍の研究に基づく機体を押し付けられることになりかねないという論理を構築した。この論理はリッチオニ大佐によって正式に提案され、空軍上層部により研究予算14万9,000ドルが承認され、ジェネラル・ダイナミクスとノースロップに研究が打診された。予算配分はジェネラル・ダイナミクスが4万9,000ドル、ノースロップが10万ドルであった。
空軍上層部はF-XX構想に興味は示したものの、空軍では高額な兵器の開発・配備を行うことで請求予算を増やすことが常態化しており、空軍上層部の大部分を占めるF-15推進派は安価な新型戦闘機の出現がF-15導入の予算に影響し、それにより請求できる予算が減額して空軍に配分される予算が減額される可能性があると懸念しこの動きを嫌っていた(実際、戦闘機マフィアの目的は主力戦闘機をF-15からF-XXに取って代わらせることだった）。この結果、ボイドとスプレイは正面からの説得をあきらめ、地下活動に移行することとなった。しかし、当時国防副長官だったデビッド・パッカードが、CL-1200 ランサーの売り込み先を探していたケリー・ジョンソンの助言によりこの計画に興味を持ち、先進技術の実証機として軽量戦闘機（LWF：Light Weight Fighter）F-XXの開発計画を開始した。

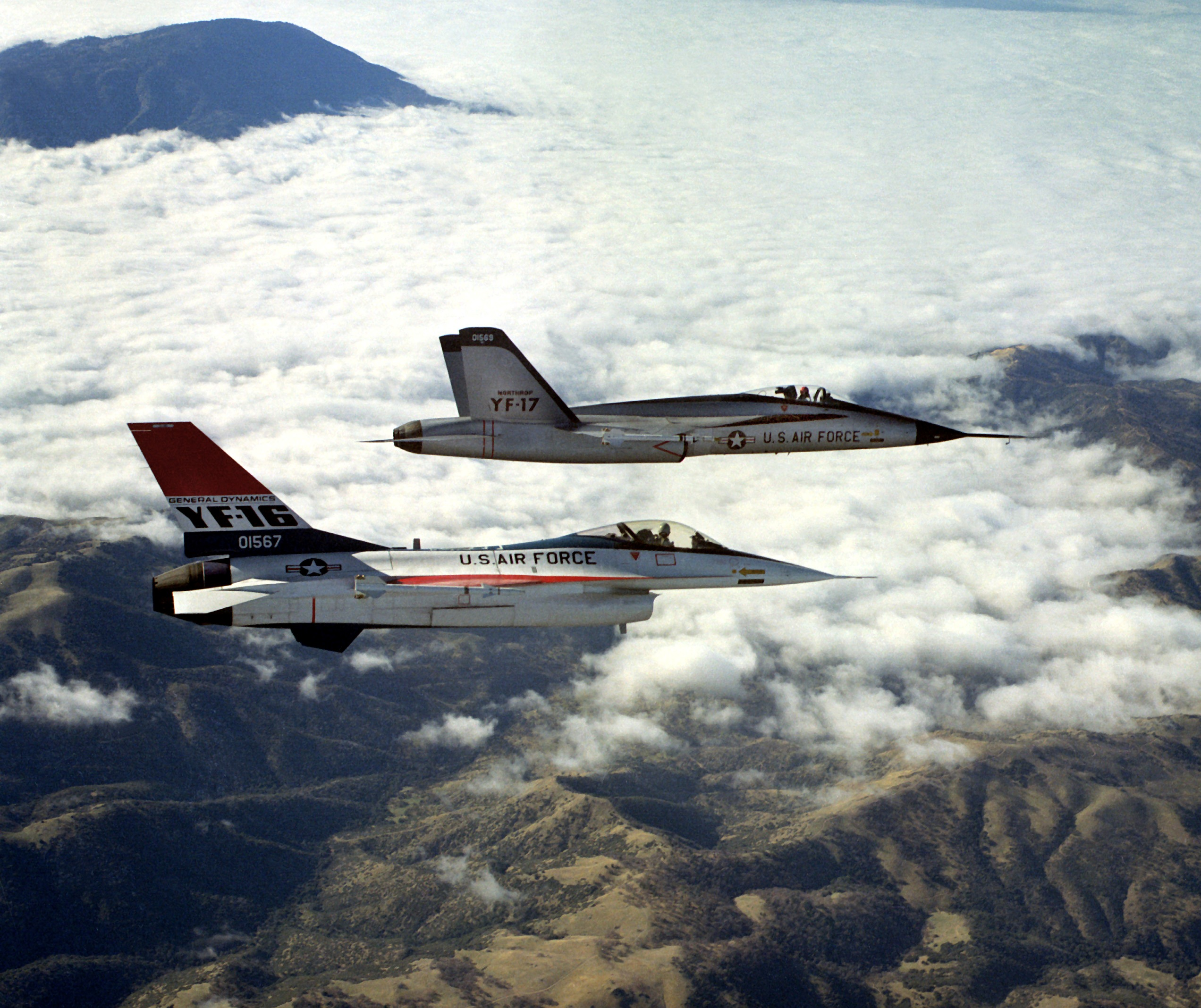
YF-17とYF-16

1972年1月6日に提示した要求提案（RFP：request for proposal）は、通常であれば詳細な性能や想定される作戦なども記載され、200ページ程度に達するものであるのに対し、わずか21ページという簡潔な物であった。そこでは、20,000lb（約9トン）級の小型の機体で高い機動性を持ち、搭載される電子機器は単純で、最高速度はマッハ1.6程度、設計案のうち2案による比較テストを行うが量産や制式化は考慮しないとされていた。この要求提案を受け取ったのは9社の航空機製造メーカーであった。そのうち、グラマン（F-14）、フェアチャイルド（A-10）、マクドネル・ダグラス（F-15）、ロックウェル・インターナショナル（B-1）といった、すでに新型機の受注を得ていた企業は開発参加を辞退した。米国防総省の社会主義的な受注調整（カルテル）の対象になると見込まれたためである。この要求提案に応じたジェネラル・ダイナミクス、ノースロップ、ボーイング、LTV、ロッキードの5社のうち、ジェネラル・ダイナミクスが開発契約を締結した。ジェネラル・ダイナミクスは、1960年代から社内研究案として計画していた軽量戦闘機モデル404/785/786の発展型であるモデル401、ノースロップ社内研究案P-530の発展型であるP-600（後のYF-17）をLWFの審査対象と考えていた。
ロッキード社スカンクワークスが提案したCL-1200 ランサーは、極めて低い評価に終わり、F-5A/Bの後継海外供与機計画に続き採用されなかった。その低い評価は、ケリー・ジョンソンの『ハノイ上空でミグ相手に航空戦を引き起こした場合、航続距離不足になるようなRFPでは意味がない（要約）』といった独断の主張に基づくものであった。しかし、スカンクワークスの2代目ボスベン・リッチは、提出したカタログスペックは量産されたF-16にきわめて近い物であったとしている。
T-1100を提出したLTVの航空機部門は、ヴォート・エアクラフト・インダストリーズとして1983年の独立後も経営を続けているが、1980年代末のA-10後継機選定においてF-16派生型のA-16と採用を争ったA-7Fの設計を最後に航空機開発から撤退した。
ボーイングにより提案されたモデル908は、初期の評価では有力な採用候補とされていたものの、最終的には選考されなかった。この設計案はF-16と同様の機体下部エアインテークを採用しており、この配置は後の先進戦術戦闘機計画（ATF：Advanced Tactical Fighter）提出案やX-32でも採用された。
空軍の制服組による反対や海軍アナリストの横やりも有ったものの、F-4の陳腐化とインフレーションによるF-15の単価上昇によりLWFの実用化の動きが具体化し、1974年3月7日にジェームズ・R・シュレシンジャーが、LWFの計画を上院軍事委員会に提示した。その計画は、1980年代のアメリカ空軍に配備され、多目的に使用できるACF（Air Combat Fighter：空戦戦闘機）として発展させ、3年間で300機導入した場合の機体単価を300万ドルに納める戦闘機を検討するというものであった。そして、ジェームズ・R・シュレシンジャーは4月27日にACFの飛行審査を決定した。それでも空軍内部には同盟国向け戦闘機と言う見方も存在していた。
この時点では、LWF計画はあくまで実験的な計画であり、本当に装備化されるかどうか不透明であった。空軍上層部の中将達は、LWF計画立ち上げの最終ブリーフィングの席上で、戦闘機マフィアに対して決定的なノックアウトを与えることを目論んでいた。そしてブリーフィングが行なわれるはずであった当日、ボイドは将軍たちに対して、LWFを装備化する決定は既に下された旨、国防長官からの伝言として伝達した。会場は大騒ぎとなり、戦闘機マフィアは完勝を収めた。1974年3月7日、ジェームズ・R・シュレシンジャー国防長官は、LWF計画を空戦戦闘機（ACF）計画に発展させ、全面開発に移ることを発表した。その後、LWFはNATOの同盟国向けとしても注目されるようになり、計画はさらに加速したが、その分、ボイドをはじめとする戦闘機マフィアに対する圧力は幾何級数的に増大していくこととなった。

## YF-16

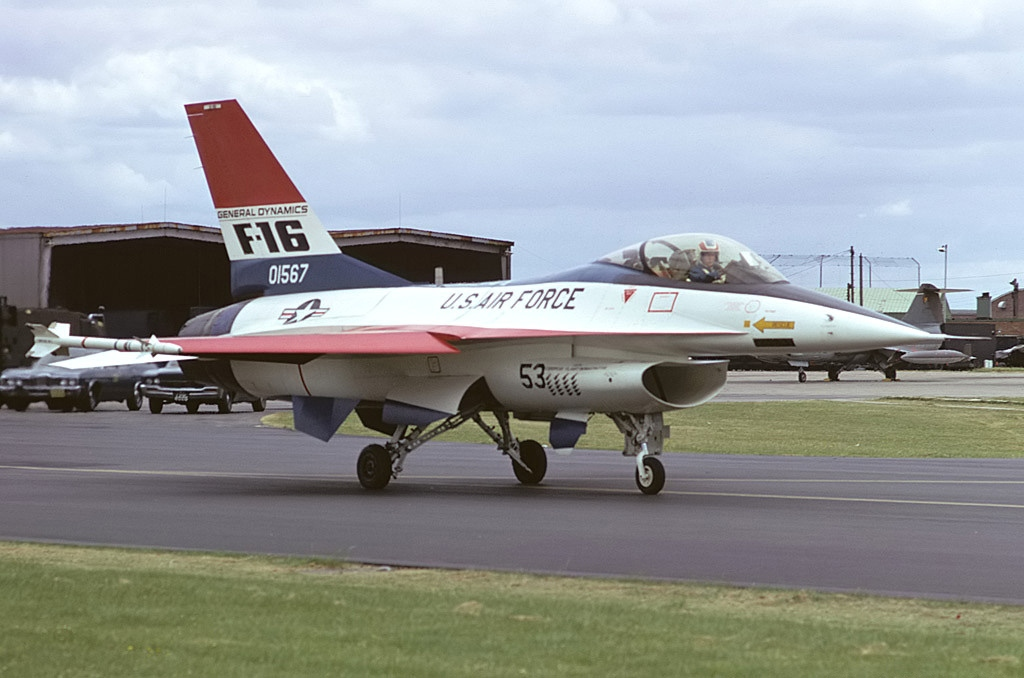
YF-16

単発でフライ・バイ・ワイヤの操縦系統を備え、F-15と共通のプラット・アンド・ホイットニー F100エンジンを備えるため相互運用性に優れる。F-16として採用されてから4,500機以上が生産された。

## YF-17

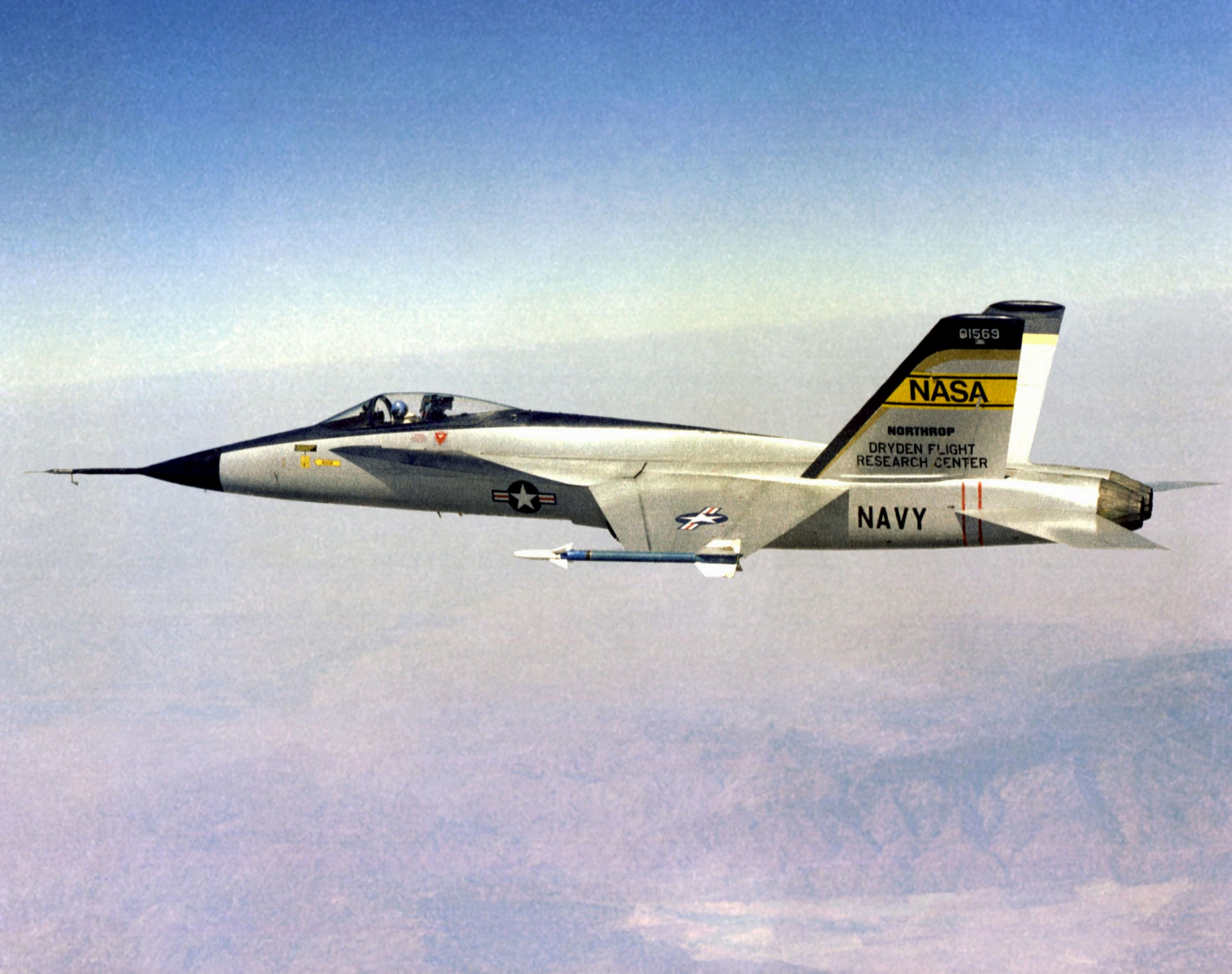
試験飛行中のYF17-1

双発で高翼面荷重でありながら中低速では抜群の運動性と高い離着陸性能を持つものの、双発によるコスト高と加速性に劣ることが問題となったため不採用となった。後にマクドネル・ダグラスによってF/A-18の開発で役立てられた。